# SN 2025fvw
SN 2025fvw는 2025년 3월 26일에 발생한 초신성으로, 최대 +13.7까지 올랐다. NGC 5957에서 발생하였다.